# Interakcjonizm (psychologia)
Interakcjonizm (inaczej interakcjonizm sytuacyjny, ang. situational interactionism) – pogląd w psychologii zgodnie z którym wkład w różnice indywidualne obserwowane w zachowaniu (i mierzone za pomocą analizy wariancji), ma nie tylko osoba i nie tylko środowisko, lecz również interakcja pomiędzy jednym i drugim. Pogląd ten został sformułowany przez Normana Endlera i Davida Magnussona między innymi w książce Interactional psychology and personality z 1976 r.
Do rozwoju interakcjonizmu sytuacyjnego przyczyniła się krytyka spójności międzysytuacyjnej cech zapoczątkowana w latach 20. XX wieku badaniami Hugh Hartshorne'a i Marka Maya, a rozwinięta zwłaszcza w latach 60. przez Waltera Mischela. Co ważne, Mischel nie kwestionował spójności czasowej cech (czyli ich stałości), lecz spójność cech w zależności od sytuacji. Wynikało to z dostrzeżenia, że ludzie inaczej zachowują się w zależności od sytuacji. Jak zauważyli już Hartshorne i May, uczciwość, którą traktowali oni jako cechę charakteru, przejawiała się niejednoznacznie w zachowaniu badanych przez nich dzieci w wieku szkolnym. Z ich badań wynikało, że uczciwe zachowanie dziecka w jednej sytuacji niekoniecznie wiązało się z uczciwym zachowaniem w innej sytuacji.
Interakcjonizmu sytuacyjnego nie należy mylić z interakcjonizmem symbolicznym czy interakcjonizmem społecznym. Są to niezależne względem siebie konstrukty, które łączy jedynie podobna nazwa.